# 秋元源彌 (1855年生の実業家)
秋元 源彌（秋元 源弥、あきもと げんや、1855年9月5日〈安政2年7月24日〉 - 1915年〈大正4年〉7月26日）は、日本の商人（皮革商、近江屋主）、会社役員。日本肥料取締役。族籍は東京府平民。

## 経歴
近江国坂田郡甲田村（のち滋賀県坂田郡鳥居本村、現彦根市甲田町）出身。秋元平太郎の三男。分家して一家を創立する。僅かに旅費を持ち、1879年に単身で東京に来る。
製皮事業が有利であることを予知し、2年間某商の徒弟となり、1881年に独立して近江屋商店を開業する。「都下に於ける皮革商中の大商賈」と称され、直接国税約1000円を納める。
所得税調査委員、東京製革業組合頭取などをつとめる。長らく病気のところ薬石効なく1915年7月26日に死去する。7月28日に出棺、浅草北清島町の長泉寺で葬送。

## 人物
公共事業に従事することを好んだ。赤十字社員である。住所は東京市浅草区新谷町（現・東京都台東区）。

## 家族・親族
秋元家
- 妻・こま（1860年 - ?、滋賀、安田勝治郎の三女）[5]
- 二男・2代目源彌（1886年 - 1963年、前名・梅吉[2]、近江屋、皮革商、秋元皮革社長[7][8]） - 住所は東京市下谷区入谷町[7][8]。 
  - 同妻・ヤエノ（1884年 - ?、大阪、芝崎彌七の長女）[2][8]
  - 同長男[2]
  - 同二男[2]
  - 同長女[2]
- 男・喜市[2]（1893年 - ?、秋元油肥製造所、肥料商[8]） - 住所は東京市下谷区上野桜木町[7][8]。
- 六男[2]
- 長女[2]
- 孫[2]